# Bis (Band)
Bis ist eine britische Band, die 1995 gegründet wurde und sich 2003 zwischenzeitlich auflöste. Ihr Musikstil kann als Synthie-Pop und Dance-Musik umschrieben werden.
Die drei Bandmitglieder sind Amanda MacKinnon (Künstlername „Manda Rin“), Steven Clark (Künstlername „Sci-Fi Steven“) und Stevens jüngerer Bruder John Clark (Künstlername „John Disco“).

## Geschichte
Bis wurde 1995 gegründet, damals gingen Amanda MacKinnon und John Clark noch zur Schule, Steven Clark hatte gerade seinen Abschluss gemacht.
1996 waren Bis die erste Band, die ohne einen Plattenvertrag bei der berühmten Fernsehshow Top of the Pops auftreten durfte. Nach dem Auftritt erlangten sie vor allem in Großbritannien immer größere Aufmerksamkeit und wurden von den Plattenfirmen Wiiija (für Großbritannien) und Grand Royal, dem Label der Beastie Boys (für die USA) unter Vertrag genommen.
Nachdem sie 1996 einige EPs in kleinen Stückzahlen veröffentlicht hatten, folgte 1997 ihr Debütalbum The New Transistor Heroes. Das Album wurde vor allem in Japan zu einem großen Erfolg, dort wurden in der ersten Woche fast 100.000 CDs verkauft.
In den USA wurden Bis bekannt, als sie einen Song für den Soundtrack des Films Powerpuff Girls schrieben.
Bis gelang es zweimal, in die Top 40 der UK-Charts einzusteigen: 1996 mit der EP The Secret Vampire Soundtrack und 1998 mit der Single Eurodisco. In anderen europäischen Ländern und in den USA konnten sie keine Charterfolge verbuchen.
Nachdem Bis insgesamt fünf Alben veröffentlicht hatten, gaben sie im Februar 2003 ihre Trennung bekannt. Alle drei Bandmitglieder wandten sich anderen musikalischen Projekten zu. Steven und John spielten in der Band Dirty Hospital, Amanda wurde DJ und Sängerin der Band The Kitchen.
2005 gründeten die drei eine neue gemeinsame Band namens Data Panik, zusammen mit dem Bassspieler Stuart Memo und dem Schlagzeuger Graham Christie.
Nachdem Sängerin Manda Rin auch solo Musik machte geht die Band im April 2007 wieder als Bis auf Tour, außerdem erscheinen ein Greatest-Hits-Album und eine DVD.

## Diskografie
Alben
- 1997: The New Transistor Heroes
- 1998: Intendo
- 1999: Social Dancing
- 2001: Return to Central
- 2002: Plastique Nouveau
- 2007: We Are Bis from Glasgow, Scotland (Greatest Hits)
- 2014: Data Panik Etcetera
- 2019: Slight Disconnects

Singles und EPs (Auswahl)
- 1996: This Is Teen-C Power! (EP)
- 1996: Bis vs. the D.I.Y. Corps (EP)
- 1996: The Secret Vampire Soundtrack (EP)
- 1999: Eurodisco
- 1999: Techno Disco Lovers (EP)
- 1999: Detour
- 2000: Music for a Stranger World (EP)